# Prestonia
Prestonia – rodzaj roślin z rodziny toinowatych (Apocynaceae).

## Systematyka
Synonimy
Belandra  S. F. Blake, Haemadictyon Lindl., Rhodocalyx Müll. Arg.
Pozycja systematyczna według APweb (aktualizowany system APG IV z 2016)
Należy do podrodziny Apocynoideae Burnett, rodziny toinowatych (Apocynaceae ), która jest jednym z kladów w obrębie rzędu goryczkowców (Gentianales) z grupy astrowych spośród roślin okrytonasiennych
Pozycja systematyczna według APweb (2001...)
Rodzaj należący do rodziny toinowatych ((Apocynaceae Juss.), rzędu goryczkowców, kladu astrowych w obrębie okrytonasiennych.
Gatunki (wybór)
- Prestonia exserta (A. DC.) Standl.
- Prestonia mollis Kunth
- Prestonia quinquangularis (Jacq.) Spreng.